# Bezirksamt Neudenau
Das Bezirksamt Neudenau war eine von 1841 bis 1849 bestehende Verwaltungseinheit im Norden des Großherzogtums Baden mit Sitz in Mosbach.

## Geschichte

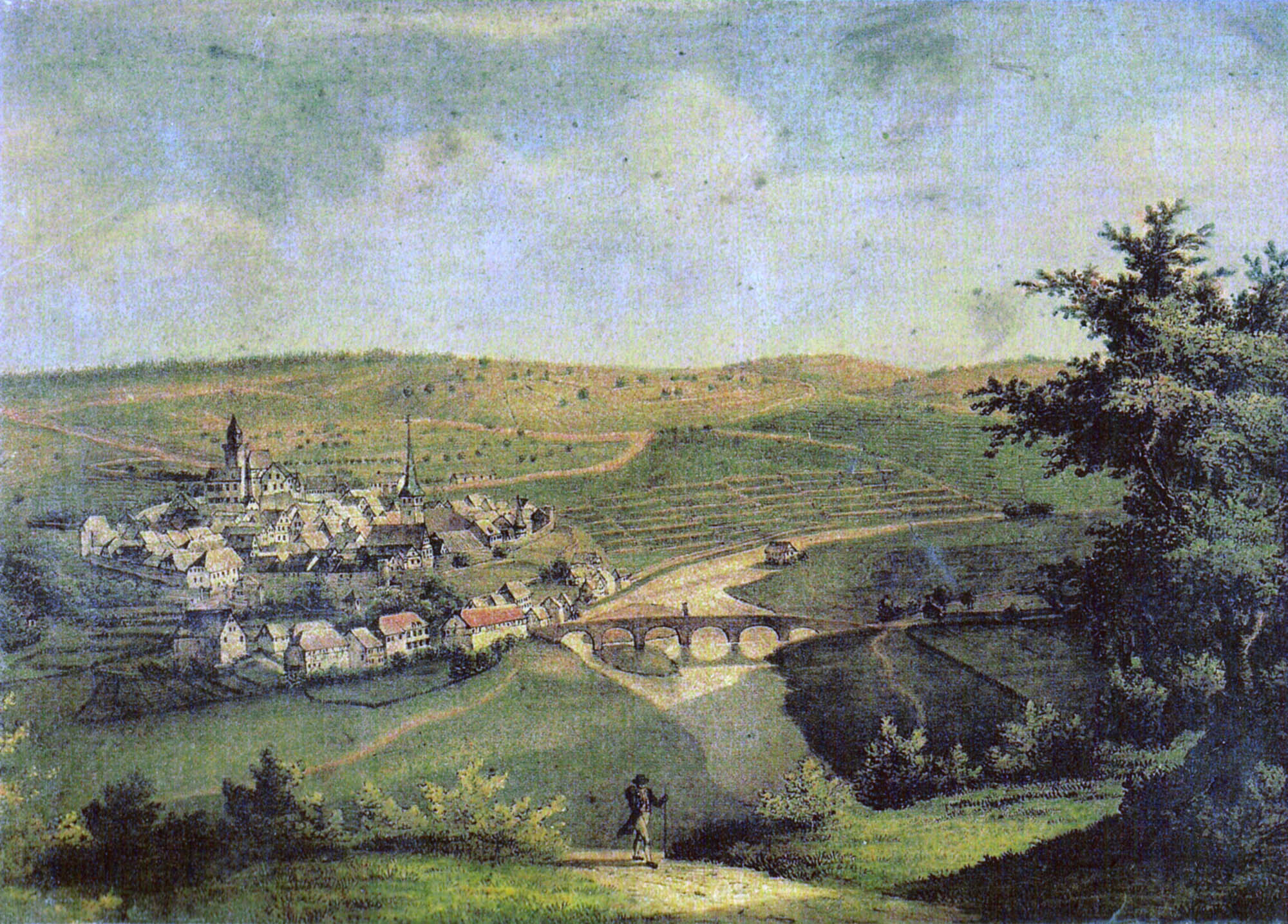
Neudenau 1840

Mit der Umsetzung der Rheinbundakte 1806 gerieten in einem breiten Streifen zwischen Kraichgau und Main Gebiete des reichsfürstlichen Hauses Leiningen unter badische Landeshoheit. 1807 wurden sie in zwei Schritten in standesherrliche Ämter untergliedert. Anlässlich der Aufhebung der Patrimonialgerichtsbarkeit war es im Sommer 1813 im Raum Mosbach zu einer Umstrukturierung gekommen. Die bestehenden Ämter wurden aufgelöst, ihre Ortschaften auf die neu gegründeten landesherrlichen Stadt- und Erstes Landamt Mosbach und Zweites Landamt Mosbach aufgeteilt. Beide wurden 1822 zum Bezirksamt Mosbach zusammengeschlossen.
Nachdem Baden dem Hause Leiningen erneut die Ausübung der Patrimonialgerichtsbarkeit zugestanden hatte, wurden 1841 fünf Bezirksämter in standesherrliche Ämter umgewandelt. Drei weitere, die auf den ebenfalls zu Baden gekommenen Besitzungen von Löwenstein-Wertheim und Salm-Reifferscheid fußten, behielten ihren Status bei. Zusätzlich wurden zwei landesherrliche Ämter errichtet, in denen weitere kleinere Gebiete und einzelne Orte zusammengefasst wurden, die ebenfalls nicht in die leiningensche Zuständigkeit fielen. Neben dem Bezirksamt Hoffenheim war dies das Bezirksamt Neudenau. Letzterem waren Orte zugewiesen, die zuvor den Bezirksämtern Mosbach und Eberbach angehört hatten. Mit dem Namen griff die badische Regierung auf das Amt Neudenau zurück, das zwischen 1807 und 1813 bestanden hatte. Sitz wurde gleichwohl Mosbach. Im Rahmen der Verwaltungsgliederung Badens zählte das Bezirksamt Neudenau zum Unterrheinkreis.
1849 verzichtete das Haus Leiningen auf die Ausübung der ihm 1840 zuerkannten Rechte. Daraufhin wurde die Trennung aufgehoben, Mosbach wieder zum landesherrlichen Amt. Das Amt Neudenau wurde aufgelöst: Oberdielbach, Ferdinandsdorf, Friedrichsdorf, Waldkatzenbach, Mülben, Robern, Strümpfelbrunn, Weisbach und Zwingenberg gingen zurück zu Eberbach, die übrigen Gemeinden zu Mosbach.

## Gemeinden und Einwohnerzahlen 1845
1845 wurden 16.053 Einwohner gezählt, sie verteilten sich auf 30 Gemeinden und drei abgesonderte Gemarkungen:
- Aglasterhausen: 993
- Allfeld, mit zahlreichen Höfen: 888
- Asbach: 786
- Billigheim, mit dem Schmelzenhof: 1.162
- Binau: 443
- Breitenbronn: 288
- Daudenzell: 250
- Oberdielbach: 414
- Ferdinandsdorf, mit Oberferdinandsdorf: 237
- Friedrichsdorf: 262
- Guttenbach: 341
- Heinsheim: 920
- Herbolzheim: 658
- Hochhausen: 625
- Kälbertshausen: 282
- Waldkatzenbach, mit Unterhöllgrund: 487
- Katzental: 419
- Mülben: 259
- Neckarkatzenbach: 234
- Neckarmühlbach: 227
- Neckarzimmern, mit Steinbach: 656
- Neudenau: 1.286
- Reichenbuch: 256
- Robern: 425
- Stein, mit Buchhof und Lobenbacherhof: 1016
- Strümpfelbrunn, mit Oberhöllgrund: 670
- Waldmühlbach: 692
- Weisbach: 330
- Zimmerhof, mit Kohlhof: 190
- Zwingenberg: 357

Als Kolonien oder abgesonderte Höfe, deren Einwohner bei benachbarten Gemeinden mitgezählt wurden, waren eingestuft:
- Sondernachtsgrund
- Stockbronnerhof
- Schloss Hornberg

## Amtsvorsteher
Die Leitung der Verwaltung, als Amtmann oder Oberamtmann, hatten inne:
- 1840–1841 Franz Burkhardt Fauth
- 1841–1844 August Teuffel von Birkensee
- 1844–1848 Gustav Lindemann
- 1848 Anton Jüngling
- 1848–1849 Philipp Lichtenauer

## Spätere Entwicklung
In der Folgezeit blieb Mosbach durchgängig das Verwaltungszentrum auf überörtlicher Ebene. Mit Ausnahme Friedrichsdorfs (zum Bezirksamt und späteren Landkreis Heidelberg) kamen 1924 auch die an Eberbach gegangenen Orte hinzu. 1939 wurde das Bezirksamt zum Landkreis Mosbach. Seit der Kreisreform 1973 zählt die große Mehrzahl der Ortschaften zum Neckar-Odenwald-Kreis, weitere zum Landkreis Heilbronn, Friedrichsdorf zum Rhein-Neckar-Kreis.